# Listă de presupuse rase extraterestre
Aceasta este o presupusă listă de rase extraterestre imaginată de literatura științifico-fantastică în timpul întâlnirilor de gradul al 3-lea și de gradul al 4-lea, speculate a fi asociate cu OZN-uri. OZN-urile sunt presupuse obiecte zburătoare despre care se crede popular că au rămas neidentificate în ceea ce privește tehnologia existentă și proveniența, chiar și după încercări riguroase de identificare.  
În prezent, Pământul/ Terra/ Planeta albastră este singura planetă pe care o știm unde este viață. Dacă există alte planete locuibile este un mare mister al galaxiei noastre. Odată cu dezvoltarea tehnologiei, omenirea a început din ce în ce mai mult să se gândească la faptul că ar putea să existe și forme de viață extraterestre, dar nu au fost găsite dovezi științifice care să demonstreze această ipoteză.  

## Lista imaginară
| Nume | Descriere                                           | Imagine |
| --- | --------------------------------------------------- | ------- |
| Andromedani | ființe energetice (en.)                             |         |
| Dropa | mici umanoizi                                       |         |
| Monstrul de la Flatwoods                                                                                          | umanoid înalt care semăna cu o bufniță              |         |
| Gri - numiți și Zeta - numiți și Zeta Reticuliani                                                                 | Gri- umanoizi cu piele gri, de obicei mici          |         |
| Pitici păroși | scunzi, umanoizi păroși                             |         |
| Goblinul de la Hopkinsville                                                                                       | umanoizi mici, verzui-argintii                      |         |
| Omuleți verzi | mici umanoizi verzi                                 |         |
| Extratereștri nordici - Uneori numiți Frații Spațiali - include și Pleiadeanii/Plejarenii - include și Venusienii | umani                                               |         |
| Reptilieni | înalți, umanoizi solzoși                            |         |
| Albii înalți | înalți, umanoizi sub formă de pastă de culoare albă |         |

## Vezi și
- Intratereștri